# Zdena
Zdena je rijeka u sjeverozapadnom dijelu Bosne i Hercegovine, lijeva pritoka Sane.
Sanski Most je poznat kao grad na rijeci Sani i na još osam rječica. Rječica Zdena, sa svojim tokom dužine cca. 5 km, izvire u istoimenom predgrađu Sanskog Mosta i poznata je po svom krivudavom toku, razbijenom u nekoliko rukavaca, koji se ponovno sastaju u samom središtu grada gdje se Zdena ulijeva u rijeku Sanu. Na njezinom izvoru nalazi se novi pogon za distribuciju pitke vode građanima Sanskog Mosta. Uobičajena je salmonidna voda i nekada je bila puna lipljena i potočne pastrve. Nažalost, lipljena sada ima samo u tragovima zbog velikog zagađenja vode ponajviše poradi izravnog izbacivanja kanalizacije. Pastrvka se uspjela održati do danas, najviše zbog starog ribogojilišta gdje se uz konzumnu kalifornijsku pastrvu mrijesti i manja količina samonikle potočne pastrve.
Po narodnom predanju, dvije rijeke, Bliha i Zdena, dobile su imena po sestrama blizankama.